# João Álvares Frovo
João Álvares Frovo ou Joam Alvarez Frouvo (Lisboa, 16 de novembro de 1602 — Lisboa, 29 de janeiro de 1682) foi um bibliotecário, capelão, compositor e tratadista português do Barroco.

## Biografia

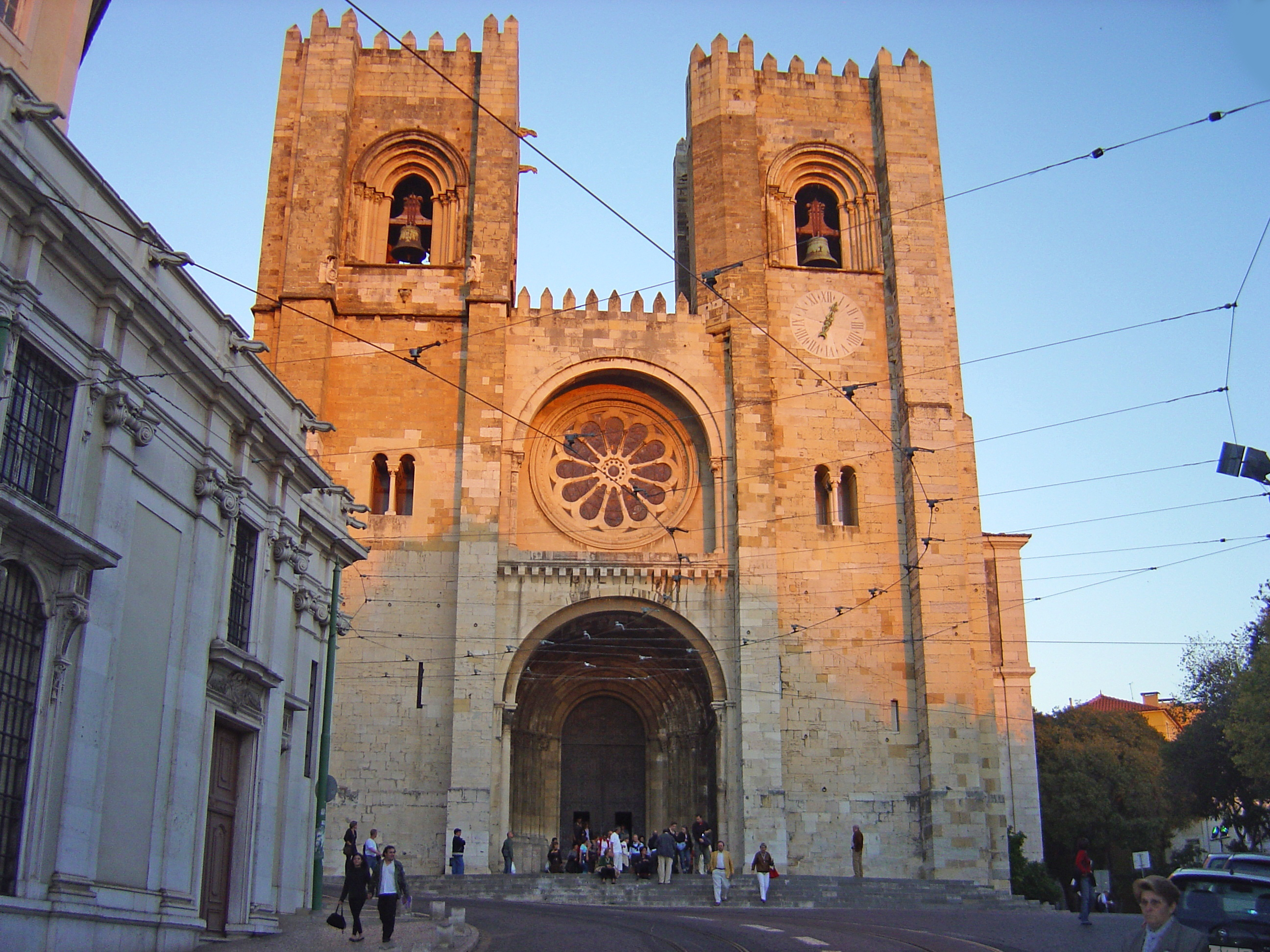
Sé de Lisboa

João Álvares Frovo (ou Frouvo) nasceu na cidade de Lisboa em 16 de novembro de 1602. Na sua família existia outro notável elemento, o seu tio Gaspar Alves Lousada, um antiquário de quem provavelmente recebeu formação e gosto pela literatura. Na sua educação musical deu-se na Sé de Lisboa, igualmente com um grande mestre, o famoso compositor Duarte Lobo. Demonstrava nas suas obras conhecer extensivamente a obra de autores latinos e gregos, assim como dos compositores europeus que o precederam. Alguns livros que fizeram parte da sua biblioteca pessoal ainda existem e são guardados atualmente na Biblioteca Nacional de Portugal.
Frovo exerceu funções como capelão e bibliotecário do rei D. João IV, auxiliando-o na construção da famosa Biblioteca Real de Música. Ao mesmo tempo, escreveu bastantes obras musicais e tratados de Música. Em 1647, foi o sucessor de Duarte Lobo como mestre de capela da Sé de Lisboa. Morreu a 29 de janeiro de 1682, sendo sepultado na catedral lisbonense. O seu posto foi ocupado por um dos seus discípulos, Manuel Nunes da Silva.

## Obra
- 1662 – Discursos sobre a perfeiçam do Diathesaron, & louvores do numero quaternario em que elle se contem (Lisboa: António Craesbeck de Melo)[1]

### Obra perdida
- c. 1651 – Speculum Universale in quo exponuntur omnium ibi contentorum Auctorum loci, ubi de quolibet Musices genere disserunt, vel agunt (2 volumes manuscritos)
- sem data – Theorica, e Practica da Musica (manuscrito)
- sem data – Breve Explicação da Musica (manuscrito)
- sem data – Livro de Hymnos a 4 vozes (manuscrito)
- sem data – Livro de Missas (manuscrito)
- Missas de Coros a 16 vozes
- Dois salmos da Noa a 8 vozes
- Salmos de Vésperas a 8, 10 e 12 vozes
- Salmo de Completas a 20 vozes
- Diversos motetes a 3 e 4 vozes
- Responsórios da Noite de Natal a 8 vozes
- Invitatório do Ofício dos Defuntos a 4 e a 12 vozes
- Responsórios do Ofício dos Defuntos 2 a 8 vozes, 1 a 12 vozes, outro a 16 vozes e outro a 17 vozes
- Tratos das Domingas da Quaresma a 4 vozes
- Texto da Paixão da Dominga de Ramos e Sexta-feira maior a 4 vozes
- Miserere a 16 vozes
- Lamentações de diversas vozes
- Vilancicos de diversas festividades a 4, 6 e 8 vozes[2]